# Tetramethyltetraselenafulvalen
Tetramethyltetraselenofulvalen (TMTSF) ist eine chemische Verbindung aus der Gruppe der Organoselenverbindungen und Heterofulvalene.

## Herstellung
Tetramethyltetraselenafulvalen kann durch die Substitution der Wasserstoffatome des Tetraselenafulvalens durch Methylgruppen gewonnen werden.

## Supraleitfähigkeit
Salze des Tetramethyltetraselenofulvalen vom Typ (TMTSF)2X (mit X = einfach negativ geladenes Anion) weisen eine hohe elektrische Leitfähigkeit auf, das  Hexafluorophosphat von TMTSF war der erste organische Supraleiter (Bechgaard-Salz).
Dieses Salz wird erst bei hohem Druck supraleitend (12 kbar bei 0,9 Kelvin). Das Perchlorat (TMTSF)2ClO4 hingegen wird bei 1,2 K bereits bei Normaldruck supraleitend. In den leitfähigen Komplexen sind die organischen Kationen sandwichartig gestapelt.